# Gamble und Huff

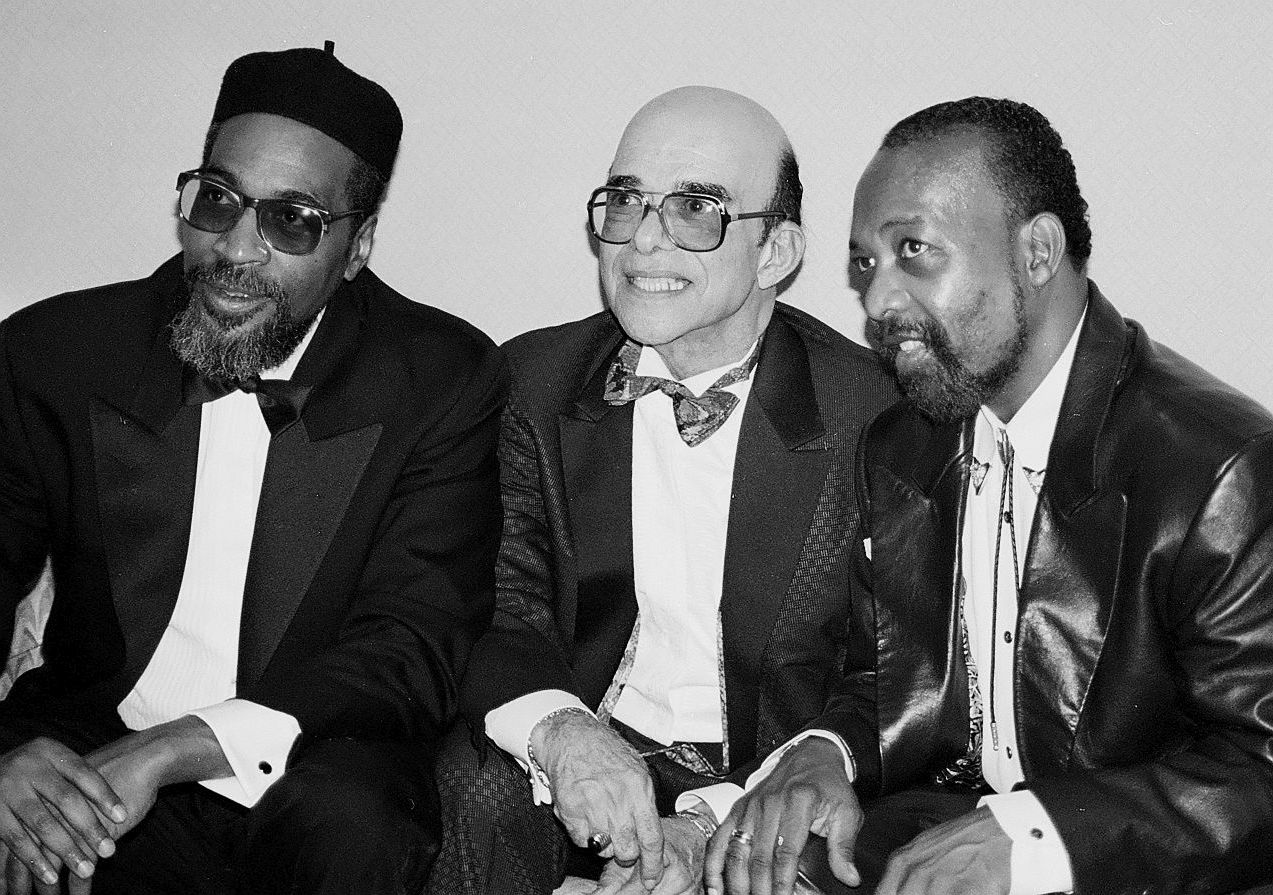
Kenneth Gamble (links) und Leon Huff (rechts) mit Percy Sutton (1995)

Kenneth Gamble (* 14. Oktober 1943, Philadelphia, Pennsylvania) und Leon A. Huff (* 8. April 1942, Camden, New Jersey) sind ein Team Songwriter und Musikproduzenten, die zusammen 15 Gold-Singles und 22 Gold-Alben produziert haben. Sie waren Pioniere des Philadelphia Soul und das feste Kreativ-Team für Philadelphia International Records. Am 10. März 2008 wurde das Team in die Rock and Roll Hall of Fame in der Kategorie Non-performers aufgenommen. Gamble war von 1967 bis 1980 mit der R&B-Sängerin Dee Dee Sharp verheiratet.

## Geschichte

### Anfänge
Die Jugend in Philadelphia formte Gambles späteres Leben: Er nahm sich selbst mit verschiedenen Aufnahmegeräten auf und arbeitete als Assistent der DJs bei den Morgenshows des Senders WDAS, außerdem führte er einen Kassettenladen und sang mit den The Romeos. 1964, vor seiner Zeit als „Gamble & Huff“, war er im Team mit „Gamble & Ross“ unterwegs. Gamble wurde von Jerry Ross entdeckt und gemanagt, als Gamble gerade einmal 17 Jahre alt war. Die beiden arbeiteten viele Jahre zusammen. Zum ersten Mal arbeitete Gamble mit Leon Huff (Keyboards) zusammen, als sie eine Aufnahme für Candy & The Kisses machten. Ross nahm 1963 Gamble bei Columbia Records als Solokünstler unter Vertrag und veröffentlichte „You Don’t Know What You Got Until You Lose It“. Gamble & Ross & Huff arbeiteten dann an dem Hit „I'm Gonna Make You Love Me“ zusammen, der ursprünglich von Jay & The Techniques eingespielt wurde, einer weiteren Truppe von Jerry Ross. Später wurde er von Dee Dee Warwick und Diana Ross & The Supremes sowie den Temptations gecovert.
1967 produzierte das Team seinen ersten Top-5-Hit: „Expressway to Your Heart“ für die Band The Soul Survivors. Im Frühjahr 1968 produzierten sie für ihr eigenes Gamble Records-Label den Top-10-Hit Cowboys to Girls für die Band The Intruders aus Philadelphia. In der Folge arbeiteten sie mit den Künstlern Archie Bell & the Drells, Wilson Pickett, Aretha Franklin, Dusty Springfield und The Sweet Inspirations von Atlantic Records, sowie mit Jerry Butler und Dee Dee Warwick von Mercury zusammen und schufen viele Hits.

### Philadelphia International

Single Me & Mrs. Jones von Billy Paul

Mit den zahlreichen erfolgreichen Aufnahmen als Empfehlungen gründeten Gamble und Huff 1971 das Label Philadelphia International Records als Konkurrenz zu Berry Gordy und Motown. Ursprünglich traten sie an Atlantic Records heran, die jedoch keinen Vertrag eingingen, weil ihnen die Forderungen zu teuer erschienen. CBS Records, damals unter der Leitung von Clive Davis, unterstützte das Unternehmen und vertrieb die Platten von Philadelphia International. Unterstützt und begünstigt durch die In-House-Arrangeure Thom Bell, Bobby Martin, und Norman Harris veröffentlichte Philadelphia International viele der beliebtesten Soul-Musik-Hits der 1970er, unter anderem „If You Don’t Know Me by Now“ von Harold Melvin and the Blue Notes, „Back Stabbers“, „For the Love of Money“ und „Love Train“ von den O’Jays, sowie den Grammygewinner „Me and Mrs. Jones“ von Billy Paul. Laut einem Interview auf BBC Radio Four am 28. Juni 2006 wurden Gamble und Huff inspiriert, den Song „Me and Mrs. Jones“ zu schreiben, nachdem sie einen Bekannten in einem Café gesehen hatten, der offensichtlich in eine Affäre verwickelt war.
Gamble und Huffs Philadelphia-Soul-Sound entwickelte sich von einfacheren Arrangements der späten 1960er in einen Stil mit üppigen Saiteninstrumenten, pochenden Basslines und drängenden Hi-Hat-Rhythmen, die bald zu einem prägenden Charakteristikum des neuen Musikstils werden sollten, der als Disco bezeichnet werden sollte. 1975 hatte Philadelphia International mit dem „Philadelphia Soul“, den sie mitgestaltet hatten, größtenteils Motown und den „Motown Sound“ in der Beliebtheit abgelöst und Gamble und Huff waren die führenden Produzenten für Soul.
Fast alle der Philadelphia-International-Aufnahmen entstand durch die Arbeit der fest angestellten Studiomusiker MFSB (Mother Father Sister Brother). MFSB veröffentlichten aber auch selbst einige erfolgreiche Instrumental-Alben und Singles, die vom Gamble-und-Huff-Team geschrieben worden waren und arrangiert von Bobby Martin, unter anderem der Nummer-1-Hit von 1974 „TSOP (The Sound of Philadelphia)“, der später zur Titelmelodie der amerikanischen Fernsehsendung Soul Train werden sollte.

### Politischer Aktivismus
Im Laufe der 1970er produzierten Gamble und Huff Musik, die auch politische und soziale Themen der African-American-Community aufgriff. Viele ihrer Songs beschrieben Themen des Black Pride und nahmen den Kampf der Black-Power-Bewegung für Macht und Selbstbestimmung auf. Repräsentative Beispiele sind Billy Pauls „Am I Black Enough for You?“ (1972), „Give the People the Power They Want“ von den O’Jays (1975) und das Star-gespickte „Let’s Clean Up the Ghetto“ (1977), das auch als Titelsong für ein Album Verwendung fand, auf dem Philadelphia Internationals weiteren politischen und sozialen Einstellungen dargestellt wurden. James B. Stewart schrieb über das Album und die Initiative:

„Die Fähigkeit der Plattenfirma diese Art von Gemeinschafts-Ermächtigungs-Unternehmen (community empowerment venture) herzustellen, während sie grundsätzlich als Komponenten von CBS's Black Music Department funktioniert, ist ein interessanter Kontrast zum eher traditionellen Stil der Unternehmenskontrolle von Inhalten … Der Titelsong … fordert die Zuhörer auf an einer physischen Reinigungskampagne teilzunehmen, weil ‚das Ghetto unsere Heimat ist‘. Die Titel mehrerer anderer Songs auf dem Album vermitteln die weiter gefasste Intention des Albums mit den Titeln ‚Now Is the Time to Do It‘ (Jetzt ist es Zeit es zu tun), ‚Year of Decision‘ (Jahr der Entscheidung), ‚New Day, New World Comin’‘ (Neuer Tag, eine neue Welt ist im Werden) und ‚Save the Children‘ (Rettet die Kinder).“

Das Albumcover zeigte herausgehoben Gambles Botschaft:

„Der einzige Weg, wie wir das physische Ghetto aufräumen können, ist, zunächst das ‚mentale‘ Ghetto aufzuräumen. Mit der Hilfe des allmächtigen Gottes, werden wir fähig sein, diese Gesellschaft in ein positives System zu verwandeln. Unser erster Schritt ist Sauberkeit, weil es das Nächstverwandte ist zu Göttlichkeit.“

Auf der Rückseite des Albums war auch zu lesen, dass alle Gewinne aus dieser LP innerhalb von fünf Jahren an eine Hilfsorganisation gespendet würden.
Gambles „Clean Up The Ghetto“-Projekt, das Jugendliche aus sozialschwachen Stadtvierteln anwarb um vernachlässigte Gebäude zu Reinigen und zu reparieren, begann in Philadelphia und weitete sich aus nach Los Angeles (Kalifornien), Atlanta (Georgia) und Chicago (Illinois) und es gab ähnliche Veranstaltungen im ganzen Land. Gamble engagierte sich auch für die T. J. Martell Foundation und das AMC Cancer Research Center and Hospital. Er war Mitglied im „Board of Directors“ der Philadelphia Music Foundation, die sich für Künstler, Songwriter und Produzenten aus Philadelphia einsetzt. Er gründete die Organisation Universal Companies, die ein Restaurant, einen Buchladen, eine Moschee, soziale Wohnungen und mehrere Schulen betreibt. Diese Gebäude, die hauptsächlich durch vor Ort angeheuerte Arbeiter errichtet wurden, dienten zur Wiederbelebung der Stadtviertel. 2003 unterstützte Gamble and Universal Companies zusammen mit anderen ein $100 Mio. teures Bau- und Renovierungsprogramm für 400 Häuser in Süd-Philadelphia.

### Späte Jahre
1975 wurde Philadelphia International in einen Payolaskandal verwickelt; Gamble musste Strafe bezahlen, während Huff ungestraft davonkam. Ende der 1970er begann allerdings die Popularität des Philadelphia Soul zu verblassen. Disco war aus der Mode gekommen, R&B entwickelte sich wieder hin zur Ballade und Rockmusik war in die Amerikanischen Charts zurückgekehrt. Trotzdem hatte das Label seinen Anteil an den Erfolgen der späten 1970er. Darunter waren Hits wie „Enjoy Yourself“ der The Jacksons in 1976, and „Ain’t No Stoppin’ Us Now“ (McFadden and Whitehead, 1979). Ein Song, „My Mood“ wurde 1980 im Abspann der Freitagnacht-Nachrichten von WRC verwendet und nach 2008 benutzte WRC die Musik.
1982 erlitt Philadelphia Internationals größter Star, Teddy Pendergrass, einen Autounfall, woraufhin er von der Hüfte Abwärts gelähmt war. Dadurch wurde die Zukunft des Labels unsicher. Philadelphia International löste den Vertrag mit CBS und ging einen neuen Deal mit EMI ein. Obwohl die Hits nun ausblieben, schrieben und produzierten Gamble und Huff weiterhin für die Künstler des Labels.
1990 endlich wurde das Werk von Gamble und Huff durch einen Grammy Award for Best R&B Song für Simply Reds Cover des Hits „If You Don’t Know Me by Now“ der Blue Notes von 1972 anerkannt. 1999 erhielten Gamble und Huff den Grammy Trustees Award und wurden damit in eine Kategorie mit Größen wie Frank Sinatra, The Beatles und Walt Disney gestellt. In ihrer Karriere haben sie mehr als 3.000 Songs geschaffen.
Kenneth Gamble lebt noch immer (2017) in South Philadelphia und engagiert sich in seiner Gemeinde. Das Royal Theater und die umgebenden Gebäude gehören Gamble.
Am 19. September 2005 wurden Gamble und Huff in die Dance Music Hall of Fame für ihre herausragenden Erfolge als Produzenten aufgenommen. Die Feierlichkeiten fanden in New York City statt.
2008 waren Gamble und Huff die ersten, die den neu geschaffenen „Ahmet Ertegün Award“ der Rock and Roll Hall of Fame erhielten. Der Preis ersetzt die ehemalige Kategorie des „non-performer“ inductee. Am 20. Mai 2009 wurden Gamble und Huff als „BMI Icons“ geehrt beim 57. BMI Pop Awards. Zusammen hat das Duo erstaunliche 86 BMI Pop und R&B Awards eingeheimst.
Im Mai 2010 erhielten Kenneth Gamble und Leon Huff jeweils einen Ehrendoktor für Musik vom Berklee College of Music. Die Feier wurde in der Agganis Arena der Boston University abgehalten, wo das Duo eine Antrittsrede hielt.
Am 16. März 2012 veröffentlichte der Philadelphia Inquirer eine Todesanzeige für Ruby Gamble, die 96-jährige Mutter von Gamble, in der er ihren Einfluss als ausschlaggebend für seinen Erfolg bezeichnet.

„"Unsere Mutter war sehr besonders. Sie war die freundlichste Person in unseren Leben. Viel wichtiger, sie war die Inspiration für alles, was ich im Leben getan habe, inklusive dem kreiren der wundervollen Musik, die andere in der ganzen Welt geliebt haben. Als die Matriarchin der Familie, war sie auch eine spirituelle Person, die ihr Leben als eine der Zeugen Jehovas führte. Ihre Freundlichkeit und Friedlichkeit werden niemals vergessen werden."“

Im April 2014 wurden Gamble und Huff durch eine Dokumentation von TV One geehrt durch die 22. jährliche Show „The Trumpet Awards“. Joe, Carl Thomas, Lyfe Jennings, SWV, & Billy Paul spielten aus diesem Anlass verschiedene Songs. SWV spielte If Only You Knew, einen der größten Hits des Duos.

## In den Medien
- Gamble und Huff wurden in der Fernsehdokumentation Profiles of African-American Success dargestellt.

## Diskografie

### Studioalben
| Jahr | Album                                          | Künstler                         |
| ---- | ---------------------------------------------- | -------------------------------- |
| 1968 | The Ice Man Cometh (non-PIR album)             | Jerry Butler                     |
| 1970 | A Brand New Me (non-PIR album)                 | Dusty Springfield                |
| 1970 | Wilson Pickett In Philadelphia (non-PIR album) | Wilson Pickett                   |
| 1971 | Gonna Take a Miracle (non-PIR album)           | Laura Nyro and Labelle           |
| 1972 | I Miss You                                     | Harold Melvin and the Blue Notes |
| 1972 | Drowning in the Sea of Love (non-PIR album)    | Joe Simon                        |
| 1972 | Back Stabbers                                  | The O’Jays                       |
| 1972 | 360 Degrees Of Billy Paul                      | Billy Paul                       |
| 1973 | Ship Ahoy                                      | The O’Jays                       |
| 1973 | Love Is the Message                            | MFSB                             |
| 1973 | The Sound Of Philadelphia '73                  | Various Artists                  |
| 1973 | Black & Blue                                   | Harold Melvin and the Blue Notes |
| 1975 | Dance Your Troubles Away                       | Archie Bell & the Drells         |
| 1975 | Wake Up Everybody                              | Harold Melvin and the Blue Notes |
| 1975 | To Be True                                     | Harold Melvin and the Blue Notes |
| 1975 | Universal Love                                 | MFSB                             |
| 1975 | Philadelphia Freedom                           | MFSB                             |
| 1975 | Survival                                       | The O’Jays                       |
| 1975 | Family Reunion                                 | The O’Jays                       |
| 1976 | We Got the Rhythm                              | People’s Choice                  |
| 1976 | Message in the Music                           | The O’Jays                       |
| 1976 | All Things in Time                             | Lou Rawls                        |
| 1976 | The Jacksons                                   | The Jacksons                     |
| 1977 | Goin' Places                                   | The Jacksons                     |
| 1977 | Travelin' at the Speed of Thought              | The O’Jays                       |
| 1977 | Teddy Pendergrass                              | Teddy Pendergrass                |
| 1977 | Unmistakably Lou                               | Lou Rawls                        |
| 1977 | When You Hear Lou, You’ve Heard It All         | Lou Rawls                        |
| 1978 | So Full of Love                                | The O’Jays                       |
| 1978 | Life Is a Song Worth Singing                   | Teddy Pendergrass                |
| 1979 | Identify Yourself                              | The O’Jays                       |
| 1979 | Teddy                                          | Teddy Pendergrass                |
| 1979 | Let Me Be Good to You                          | Lou Rawls                        |
| 1979 | Live! Coast to Coast                           | Teddy Pendergrass                |
| 1980 | The Year 2000                                  | The O’Jays                       |
| 1980 | TP                                             | Teddy Pendergrass                |
| 1980 | Sit Down and Talk to Me                        | Lou Rawls                        |
| 1981 | Get as Much Love as You Can                    | The Jones Girls                  |
| 1981 | The Spirit’s in It                             | Patti LaBelle                    |
| 1983 | I’m in Love Again                              | Patti LaBelle                    |
| 1984 | Keep It Comin                                  | The Jones Girls                  |

### Singles
| Titel                                | Künstler                                                                         |
| ------------------------------------ | -------------------------------------------------------------------------------- |
| „Expressway to Your Heart“           | The Soul Survivors                                                               |
| „Cowboys to Girls“                   | The Intruders                                                                    |
| „I Can’t Stop Dancing“               | Archie Bell & the Drells                                                         |
| „Only the Strong Survive“            | Jerry Butler                                                                     |
| „I’m Gonna Make You Love Me“         | Dee Dee Warwick (later covered by Diana Ross & the Supremes and The Temptations) |
| „One Night Affair“                   | Jerry Butler                                                                     |
| „(We’ll Be) United“                  | The Intruders                                                                    |
| „A Brand New Me“                     | Dusty Springfield                                                                |
| „Don’t Let the Green Grass Fool You“ | Wilson Pickett                                                                   |
| „Silly, Silly Fool“                  | Dusty Springfield                                                                |
| „Slow Motion“                        | Johnny Williams                                                                  |
| „Me and Mrs. Jones“                  | Billy Paul                                                                       |
| „Regina“                             | Bunny Sigler                                                                     |
| „The Bells“                          | Laura Nyro and Labelle                                                           |
| „Drowning in the Sea of Love“        | Joe Simon                                                                        |
| „If You Don’t Know Me by Now“        | Harold Melvin and the Blue Notes / Simply Red                                    |
| „992 Arguments“                      | The O’Jays                                                                       |
| „You’re the Reason Why“              | The Ebonys                                                                       |
| „I Miss You“                         | Harold Melvin and the Blue Notes                                                 |
| „When the World’s at Peace“          | The O’Jays                                                                       |
| „That’s How Long I’ll Be Loving You“ | Bunny Sigler                                                                     |
| „Back Stabbers“                      | The O’Jays                                                                       |
| „Love Train“                         | The O’Jays (later covered by Bunny Sigler)                                       |
| „The Love I Lost“                    | Harold Melvin and the Blue Notes                                                 |
| „Now That We Found Love“             | The O’Jays                                                                       |
| „Yesterday I Had the Blues“          | Harold Melvin and the Blue Notes                                                 |
| „I’ll Always Love My Mama“           | The Intruders                                                                    |
| „For the Love of Money“              | The O’Jays                                                                       |
| „Bad Luck“                           | Harold Melvin and the Blue Notes                                                 |
| „Don’t Call Me Brother“              | The O’Jays                                                                       |
| „Zach’s Fanfare (I Hear Music)“      | MFSB                                                                             |
| „Love Is the Message“                | MFSB                                                                             |
| „Am I Black Enough for You“          | Billy Paul                                                                       |
| „Sunshine“                           | The O’Jays                                                                       |
| „When Will I See You Again“          | The Three Degrees                                                                |
| „Livin' For the Weekend“             | The O’Jays                                                                       |
| „Wake Up Everybody“                  | Harold Melvin and the Blue Notes                                                 |
| „Enjoy Yourself“                     | The Jacksons                                                                     |
| „I Could Dance All Night“            | Archie Bell & the Drells                                                         |
| „I Love Music“                       | The O’Jays                                                                       |
| „Love Epidemic“                      | The Trammps                                                                      |
| „Stairway to Heaven“                 | The O’Jays                                                                       |
| „Show You the Way to Go“             | The Jacksons                                                                     |
| „Do It Any Way You Wanna“            | People’s Choice                                                                  |
| „My One and Only Love“               | MFSB                                                                             |
| „Rich Get Richer“                    | The O’Jays                                                                       |
| „Hope That We Can Be Together Soon“  | Harold Melvin and the Blue Notes                                                 |
| „Ooh Child“                          | Dee Dee Sharp                                                                    |